# Praegnophosema drypepes
Praegnophosema drypepes är en fjärilsart som beskrevs av Louis Beethoven Prout 1935. Praegnophosema drypepes ingår i släktet Praegnophosema och familjen mätare. Inga underarter finns listade i Catalogue of Life.